# Patrice Remarck
Patrice Remarck (17 de marzo de 1962) es un deportista marfileño que compitió en taekwondo. Ganó dos medallas de bronce en el Campeonato Mundial de Taekwondo en los años 1983 y 1985, y una medalla de plata en los Juegos Panafricanos de 1991.

## Palmarés internacional
| Campeonato Mundial  | Campeonato Mundial     | Campeonato Mundial | Campeonato Mundial |
| Año                 | Lugar                  | Medalla            | Categoría          |
| ------------------- | ---------------------- | ------------------ | ------------------ |
| 1983                | Copenhague (Dinamarca) | Medalla de bronce  | –73 kg             |
| 1985                | Seúl (Corea del Sur)   | Medalla de bronce  | –76 kg             |
| Juegos Panafricanos |                        |                    |                    |
| Año                 | Lugar                  | Medalla            | Categoría          |
| 1991                | El Cairo (Egipto)      | Medalla de plata   | –76 kg             |